# Kilchberg, Basel-Landschaft
Kilchberg är en ort och kommun i distriktet Sissach i kantonen Basel-Landschaft, Schweiz. Kommunen har 177 invånare (2023).